# 布村玉皇庙
布村玉皇庙位于山西省长治市长子县。玉皇庙建筑历史不详，前殿建筑在大修前損毀嚴重，具有唐代風格。现存前殿、献殿、中殿和后殿。庙中壁画、雕像亦不存在。在1960年代，此处尚是一座粮站，后粮站迁走。至2006年，成为长子县文物保护单位。2013年，中国国务院将之列入第七批全国重点文物保护单位（古建筑）。